# Furtadoa sumatrensis
Furtadoa sumatrensis är en kallaväxtart som beskrevs av Mitsuru Hotta. Furtadoa sumatrensis ingår i släktet Furtadoa och familjen kallaväxter.
Artens utbredningsområde är Sumatera. Inga underarter finns listade.